# Trentepohlia albangusta
Trentepohlia albangusta är en tvåvingeart som beskrevs av Edwards 1928. Trentepohlia albangusta ingår i släktet Trentepohlia och familjen småharkrankar. Inga underarter finns listade i Catalogue of Life.